# Bigota

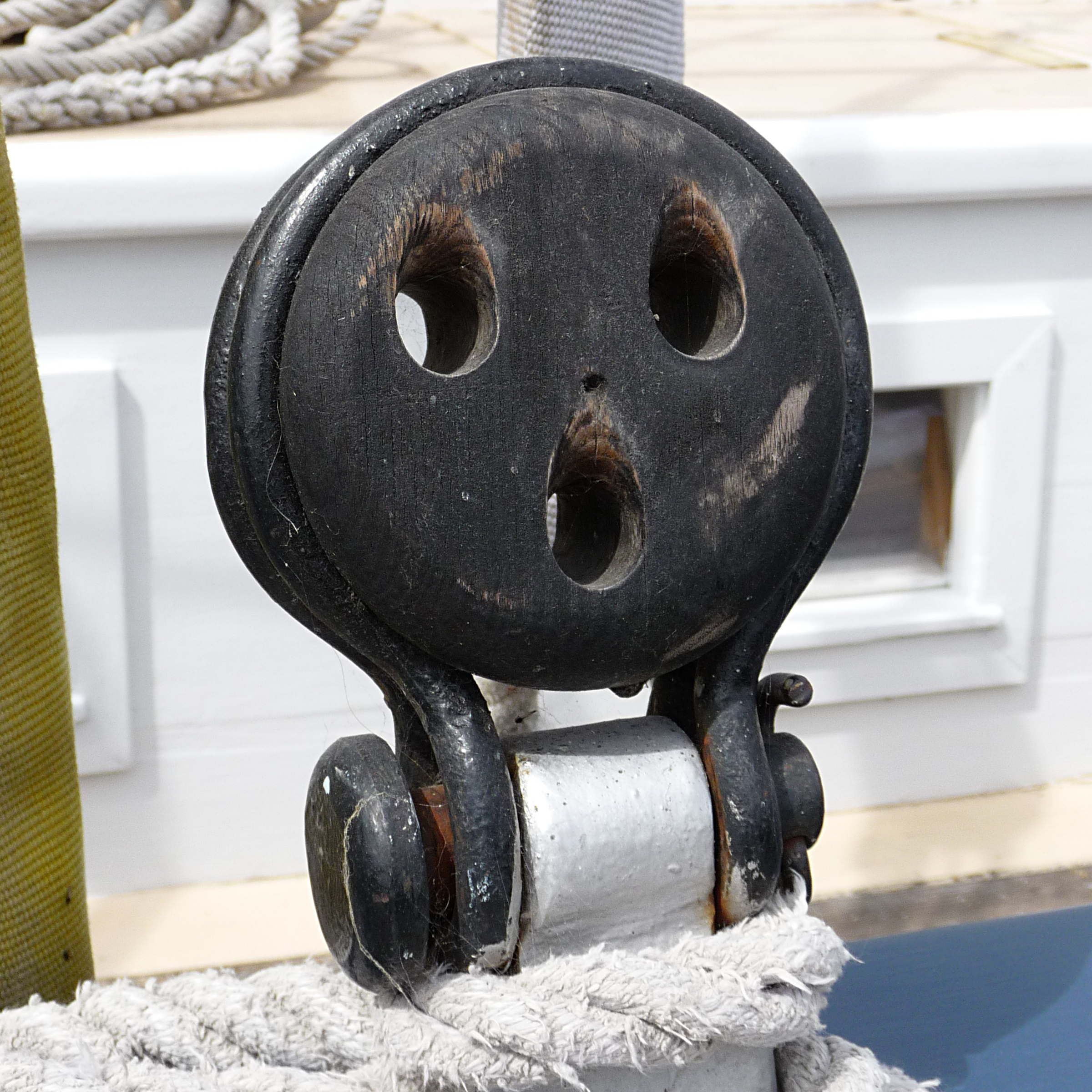
Bigota de tres forats sense corda tensora.

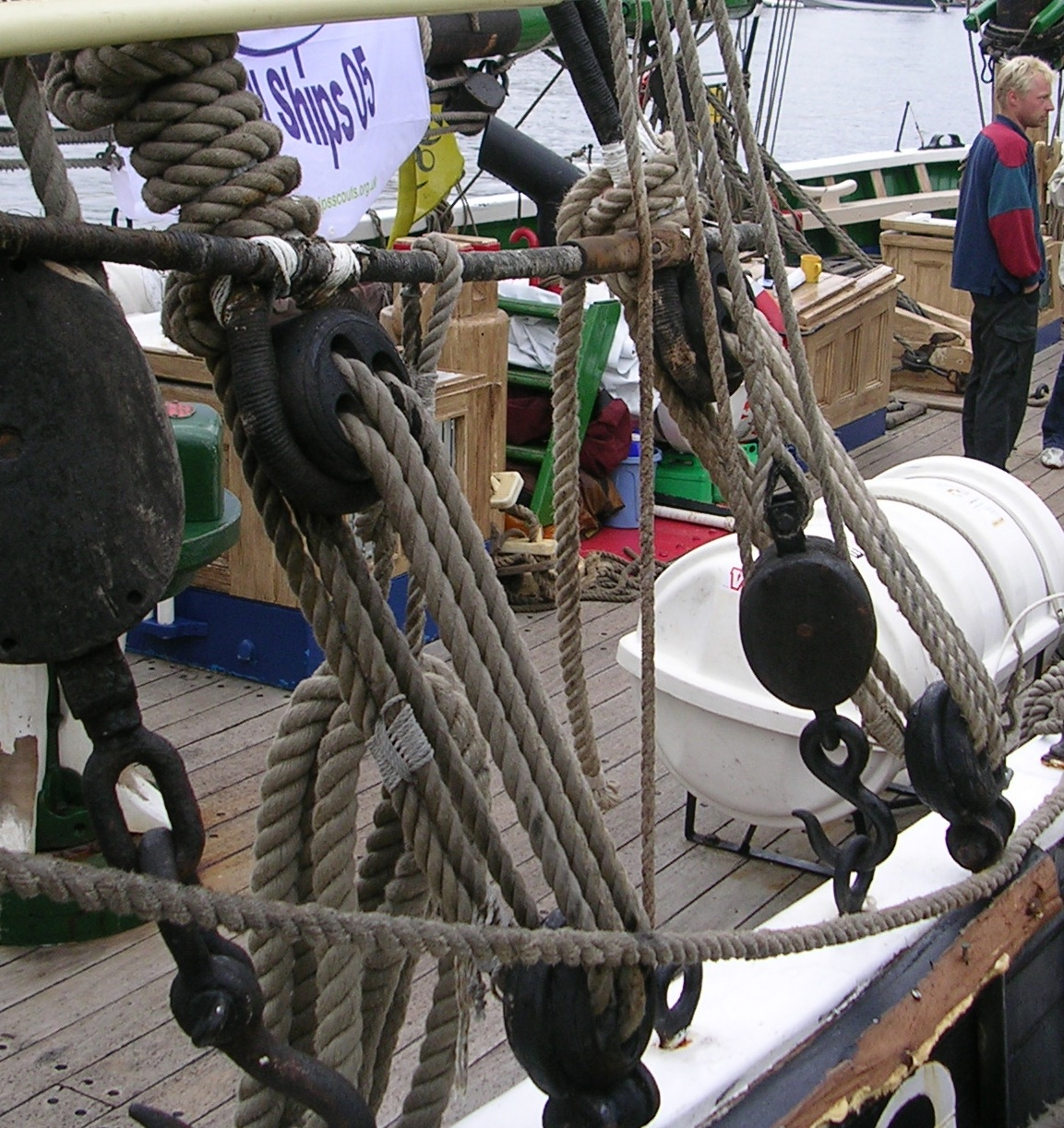
Dos tensors amb dobles bigotes de tres forats usats en un quetx clàssic.

Una bigota és una peça que permet tensar els cables de l'eixàrcia ferma d'un vaixell.
Fins a principis del segle XX el seu ús era universal en tots els velers de gran desplaçament. En l'actualitat es conserva en vaixells de disseny clàssic.

## Descripció
Generalment és de fusta i de forma aproximadament plana i circular. Consta de tres o quatre forats.
El sistema de tensat amb bigotes consta de dues bigotes unides per un tros de corda (anomenat acollador) que passa per tots els forats, alternant les dues bigotes. Els caps de la corda es fermen a un i altre costat del sistema (cadenot i cable a tensar).
Desfermant un dels caps i caçant o amollant és possible ajustar la tensió del cable objecte de la maniobra (obenc, burda, etc.).

## Principis físics
Considerant un conjunt "tensor de bigotes" fent les seves funcions (per exemple: amb el veler navegant un tensor de sobrevent), resulta que la força de tensió que actua sobre el cable i el cadenot és - sense tenir en compte el fregament- unes sis vegades més gran que la que ha de suportar la corda tensora.
Hi ha una multiplicació mecànica de la força a canvi d'un recorregut més gran.
De la mateixa manera, quan hom tensa la corda, la força en els extrems del tensor és unes sis vegades més gran.

## Tendències modernes
Amb l'eixàrcia ferma formada per cables metàl·lics, els tensors són - generalment- tensors de rosca. La difusió de "cables" de cordam sintètic, amb fibres d'alta resistència i baix allargament, fa que el sistema de bigotes torni a ser una opció interessant i pràctica.

Especialment amb bigotes modernes de nous disseny i materials moderns.